# Паста з бобами
Паста з бобами (італ. Pasta e fagioli) (вимовляється як [ˈpasta e ffaˈdʒɔːli]), що означає «паста та боби», — традиційний італійський суп. У США його часто називають англ. pasta fasul (fazool), що походить від його неаполітанської назви неап. pasta e fasule, тобто паста з квасолею.
Як і багато інших італійських фаворитів, включаючи піцу та поленту, починалося як селянська страва, що складалася з недорогих інгредієнтів.

## Приготування
Рецепти італ. pasta e fagioli різняться, єдиною справжньою вимогою є включення квасолі (бобів) та макаронних виробів. Хоча страва варіюється в залежності від регіону до регіону, воно найчастіше готується з використанням квасолі каннеліні, великої північної квасолі або квасолі борлотті та невеликої різноманітності макаронних виробів, таких як макарони (довгі трубочки) або диталіні (дрібні короткі трубочки). Основа зазвичай включає оливкову олію, часник, дрібно січену цибулю, селеру, моркву і часто тушковані помідори або томатну пасту. Деякі варіанти не використовують помідори і замість цього використовують бульйону основу. Рецепти можуть бути вегетаріанськими, або містити м'ясо (найчастіше бекон, фарш або панчету) або м'ясну основу.[джерело?]

## Варіації

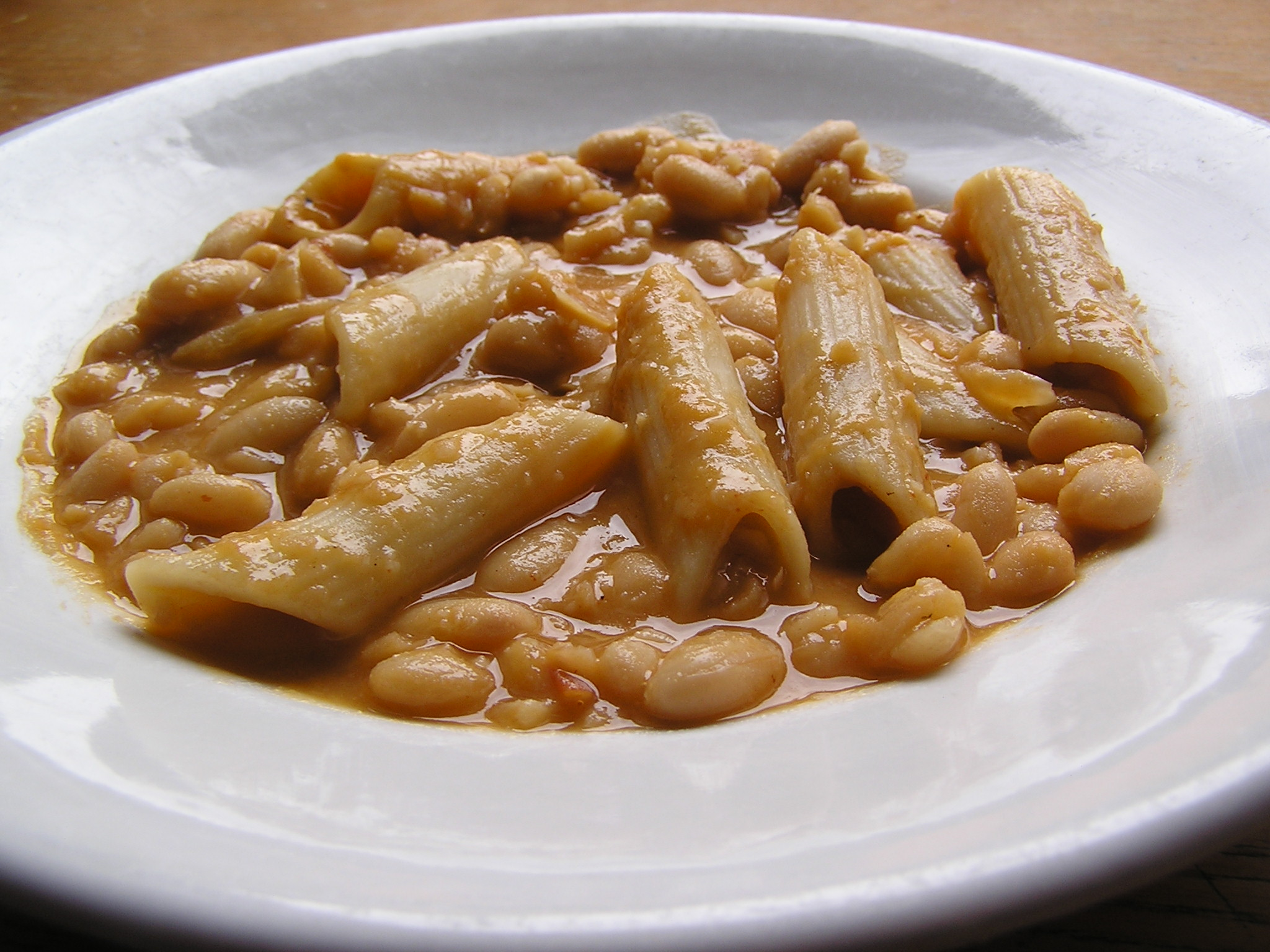
Pasta e fagioli

Рецепти сильно різняться залежно від регіону чи міста, в якому вони готуються, залежно від доступних інгредієнтів. Консистенція страви може змінюватись, деякі з них суписті, а інші набагато густіші. Наприклад, у Барі страва має більш густу консистенцію і використовує змішані форми макаронних виробів. Він також використовує панчетту в основі соусу. Інші варіації закликають пропустити квасолю через харчовий млин, надаючи їй тушковану консистенцію.     
Слово «квасоля» варіюється в різних мовах Італії, наприклад, fagioli вимовляється як [faˈdʒɔːli] стандартною італійською мовою, fasule в неаполітанській та fasola на сицилійській.

## Дивись також
- Мінестроне
- Макаронні вироби
- Італійська кухня